# Hans-Paul Steiner
Hans-Paul Steiner (* 20. Mai 1942 in Stuttgart) ist ein deutscher Koch.

## Werdegang

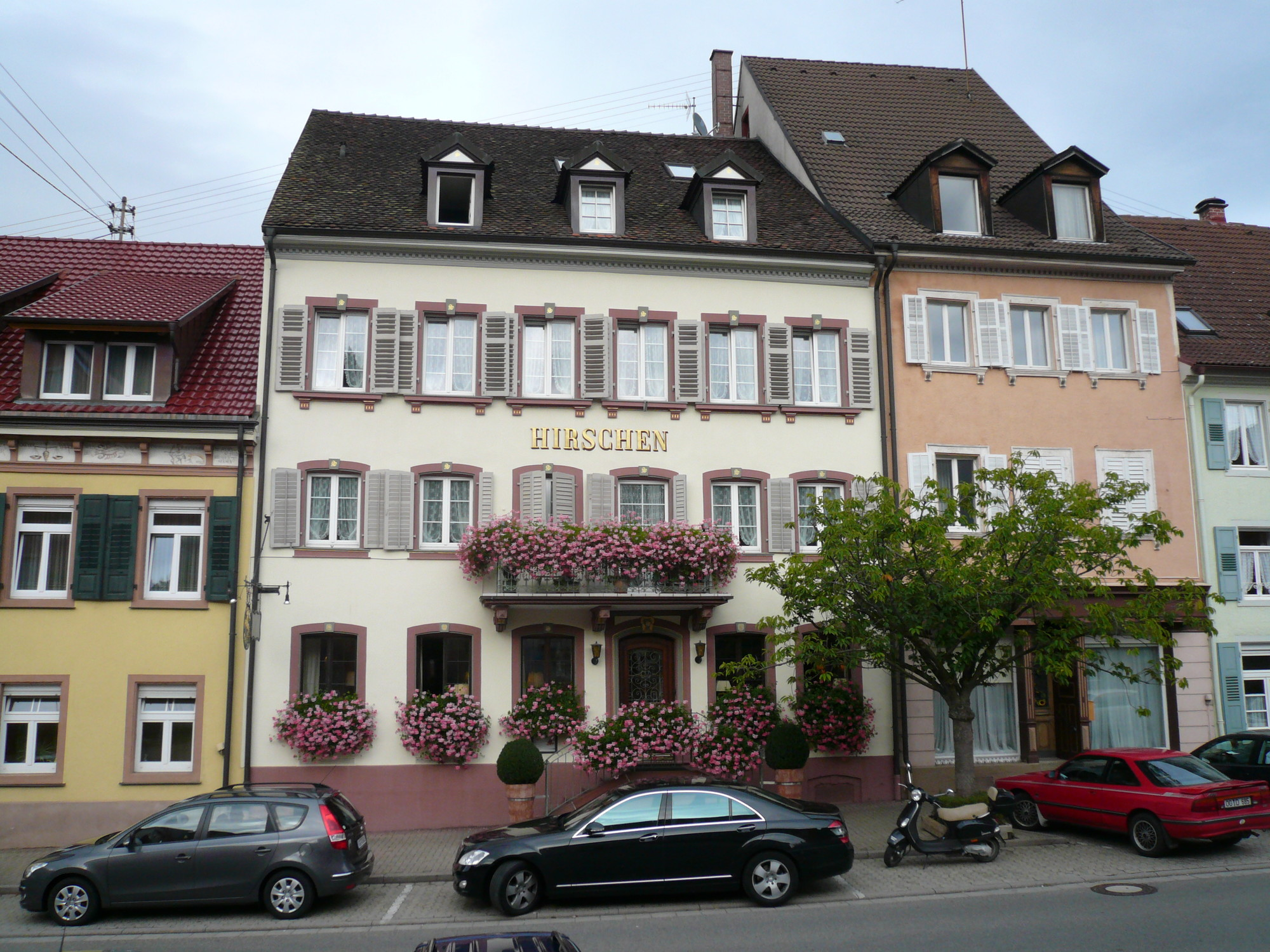
Hotel und Restaurant Hirschen in Sulzburg

Nach der Ausbildung in Freudenstadt ging Steiner 1963 zum „Hotel Beau-Séjour“ in Château-d’Oex in der Schweiz, 1964 zum „Hotel Metropo“ in Basel und 1965 zum Hotel Hilton in London. 1966 folgte das „Hotel Lancaster“ in Paris. Von 1970 bis 1975 war er Küchenchef in der „Traube“ in Stuttgart und 1976 im „Hotel Schlossgarten“ in Stuttgart.
1980 wurde er Inhaber des „Hirschen“ in Sulzburg, den er mit seiner Frau Claude, einer Französin, führte. Die Tochter Douce Steiner ging bei ihrem Vater in die Lehre. Nach ihren Wanderjahren übernahm sie ab 1997 offiziell mit ihrem Mann Udo Weiler die Küche des „Hirschen“, wobei Hans-Paul Steiner weiter in der Küche arbeitete. Von 1995 bis 2008 wurde die Küche mit zwei Michelin-Sternen ausgezeichnet, seitdem mit einem Michelin-Stern. 2008 wurde seine Tochter Douce auch Inhaberin des Restaurants, seit dem Jahr 2012 wird die Küche auch wieder mit zwei Michelin-Sternen ausgezeichnet.

## Auszeichnungen
- 1995 Zwei Sterne im Guide Michelin

## Publikationen
- Kochen macht glücklich, Hampp Verlag 2001.